# An Chang-Rim
An Chang-Rim (Kioto, 2 de marzo de 1994) es un deportista surcoreano que compite en judo.
Participó en dos Juegos Olímpicos de Verano en los años 2016 y 2020, obteniendo una medalla de bronce en Tokio 2020 en la categoría de –73 kg.  En los Juegos Asiáticos de 2018 consiguió una medalla de plata.
Ganó tres medallas en el Campeonato Mundial de Judo entre los años 2015 y 2018, y cuatro medallas en el Campeonato Asiático de Judo entre los años 2015 y 2021.

## Palmarés internacional
| Juegos Olímpicos    | Juegos Olímpicos    | Juegos Olímpicos  | Juegos Olímpicos |
| Año                 | Lugar               | Medalla           | Categoría        |
| ------------------- | ------------------- | ----------------- | ---------------- |
| 2020                | Tokio (Japón)       | Medalla de bronce | –73 kg           |
| Campeonato Mundial  |                     |                   |                  |
| Año                 | Lugar               | Medalla           | Categoría        |
| 2015                | Astaná (Kazajistán) | Medalla de bronce | –73 kg           |
| 2017                | Budapest (Hungría)  | Medalla de bronce | –73 kg           |
| 2018                | Bakú (Azerbaiyán)   | Medalla de oro    | –73 kg           |
| Juegos Asiáticos    |                     |                   |                  |
| Año                 | Lugar               | Medalla           | Categoría        |
| 2018                | Yakarta (Indonesia) | Medalla de plata  | –73 kg           |
| Campeonato Asiático |                     |                   |                  |
| Año                 | Lugar               | Medalla           | Categoría        |
| 2015                | Kuwait (Kuwait)     | Medalla de oro    | –73 kg           |
| 2017                | Hong Kong (China)   | Medalla de oro    | –73 kg           |
| 2019                | Fujairah (EAU)      | Medalla de plata  | –73 kg           |
| 2021                | Biskek (Kirguistán) | Medalla de oro    | –73 kg           |